# Відносини Святого престолу і В'єтнаму
Відносини Святого престолу і В'єтнаму — це зовнішні зв'язки Святого Престолу та В'єтнаму. Дипломатичні відносини ніколи не були встановлені між двома суб'єктами.
До незалежності В'єтнаму вже з 1925 року існувала Апостольська делегація (не дипломатична місія, акредитована в Католицькій Церкві в цьому районі) для Індокитайю, розташована в Ханой. Після виключення його персоналу з боку північно-в'єтнамської влади, штаб-квартира апостольської делегації була перенесена в Сайгон в 1957 році. У 1964 році відповідальність за відносини з Церквою в Лаосі була передана апостольській делегації в Бангкоку та місії Сайгон був перейменований в Апостольську делегацію для В'єтнаму та Камбоджі.
У 1994 році Камбоджа та Святий Престол встановили дипломатичні відносини, а ім'я Апостольської делегації знову змінилося, на цей раз Апостольська делегація по В'єтнаму. Тим часом, після закінчення В'єтнамської війни, Апостольський делегат був змушений піти. Оскільки апостольська делегація, на відміну від посольства, не є двостороннім інститутом із залученням держави, Апостольська делегація на В'єтнамі не була придушена, але залишалася неактивною з 1975 року.
Тимчасові місії зі Святішого Престолу для обговорення з урядом питань, що становлять спільний інтерес, надходять щороку або два, і в'єтнамська місія має принаймні один візит до Ватикану.
Комуністична партія В'єтнаму офіційно сприяла атеїзму, змусивши римо-католиків та інших християн асоціюватися з антикомуністичним регіоном Південного В'єтнаму. Це викликало напружені стосунки між Святим Престолом та урядом Ханої. Провідні єпископи були ув'язнені протягом кількох років, які деякі спостерігачі назвали переслідуванням в'єтнамської церкви.
Прем'єр-міністр Нгуєн Тієнн Донг та Папа Бенедикт XVI зібралися у Ватикані 25 січня 2007 року в «новому і важливому кроці на шляху встановлення дипломатичних відносин». Перше засідання Спільної робочої групи В'єтнаму-Святого Престолу було скликано у Ханої з 16 по 17 Лютий 2009 року. Папа Ричард зустрівся з президентом Нгуєн Мінем Трієтом 11 грудня 2009 року. Ватиканські чиновники назвали цю зустріч «важливим етапом у розвитку двосторонніх відносин з В'єтнамом». Спільна робоча група В'єтнаму і Святого Престолу двічі зустрічалася в червні 2010 рік.
Існує також питання про церковне майно, конфісковане в'єтнамським урядом, і Церква прагнула до відновлення.
У січні 2011 року Святий Префект призначив першого посланця, формально «представником нерезидента у В'єтнамі», коли архієпископ Леопольдо Гіреллі першим зайняв цю посаду на додаток до інших ролей архієпископа Гіреллі, як апостольський нунцій в Сінгапурі та апостольський делегат до Малайзії.